# Lemonade Joe
Lemonade Joe (Limonádový Joe) är en tjeckoslovakisk parodifilm med musiknummer från 1964 i regi av Oldřich Lipský med manus av den samme och Jiří Brdečka. Huvudrollen som Lemonade Joe görs av operasångaren och skådespelaren Karel Fiala och blev ett stort genombrott för honom. Filmen parodierar amerikansk westernfilm och kulturimperialism genom drycken Kolaloka (Coca Cola), men ger också pikar mot kommunism.

## Handling
Lemonade Joe anländer till Stetson City i Arizona. Han gör entré på Trigger Whisky Saloon där han tack vare en demonstration av sina färdigheter som skytt lyckas övertyga en stor del av saloonbesökarna att överge whiskyn. Själv dricker han enbart läskedrycken Kolaloka som han också säljer. Men när saloonägaren Dough Badmans bror Horace anländer övertygar han i sin tur åter de flesta att börja med whisky igen. Det blir upp till Lemonade Joe att utmana honom. Samtidigt faller också två av stadens kvinnor för honom, saloonflickan Tornado Lou och Winnifred Goodman.

## Rollista, urval
- Karel Fiala - Lemonade Joe
- Rudolf Deyl - Dough Badman
- Miloš Kopecký - Horac Badman
- Květa Fialová - Tornado Lou
- Olga Schoberová - Winnifred Goodman
- Bohuš Záhorský - Ezra Goodman
- Josef Hlinomaz - Grimpo
- Karel Effa - Pancho Kid
- Waldemar Matuška - Banjo Kid
- Eman Fiala - pianist
- Vladimír Menšík - bartender 1
- Jiří Lír - bartender 2